# فرودگاه نیاگان
فرودگاه نیاگان (به روسی: Аэропорт Нягань) فرودگاهی عمومی واقع در ۱۲ کیلومتری شرق نیاگان در کشور روسیه است.

## شرکت‌های هواپیمایی و مقصدهای پروازی
| شرکت‌های هواپیمایی | مقصدهای پروازی     |
| ----------------- | ------------------ |
| یوتی‌ایر اوییشن    | Beloyarsky، رسچینو |